# Honor Kneafsey
Honor Kneafsey (* 5. August 2004) ist eine britische Schauspielerin, die als Kinderdarstellerin startete.

## Leben
Honor Kneafsey hatte bereits als kleines Mädchen ihre ersten Fernseh-Auftritte. Erste Bekanntheit erlangte sie mit den Serien Our Zoo und Benidorm. 2017 spielte sie als „Josephine“ im Kriminalfilm Das krumme Haus sowie erstmals als „Princess Emily“ in der Komödie A Christmas Prince, dem zwei Fortsetzungen folgten. 2020 lieh sie der Hauptfigur „Robyn Goodfellowe“ in dem Zeichentrickfilm Wolfwalkers ihre Stimme.

## Filmografie (Auswahl)
- 2014: Our Zoo (Miniserie, 6 Folgen)
- 2015: Im Himmel trägt man hohe Schuhe (Miss You Already)
- 2016–2017: Benidorm (Fernsehserie, 11 Folgen)
- 2017: Sherlock – Das letzte Problem (The Final Problem)
- 2017: Der Buchladen der Florence Green (The Bookshop)
- 2017: Das krumme Haus (Crooked House)
- 2017: Sick Note
- 2017: Nightmare – Schlaf nicht ein! (Slumber)
- 2017: A Christmas Prince
- 2018: A Christmas Prince: The Royal Wedding
- 2020: A Christmas Prince: The Royal Baby
- 2020: Wolfwalkers (Zeichentrickfilm, Stimme)
- 2020: Lügen sterben nie
- 2023: Napoleon (2023)
- 2024: The Avenger (2024)